# 方柱石

熒光下方柱石之一種

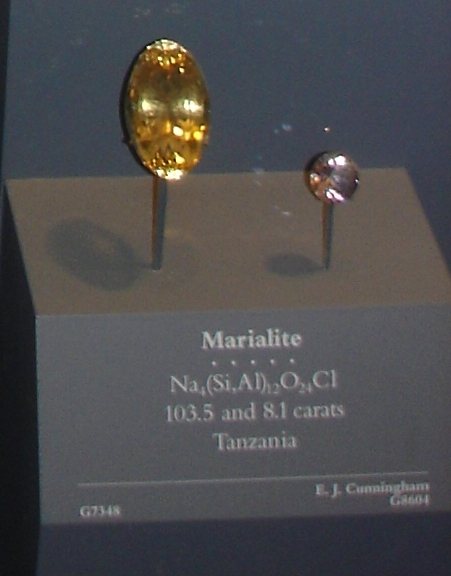
钠柱石，方柱石之一種。標本來自Tanzania。現存國家天然歷史博物舘

方柱石（英語：scapolite）是一組由鋁、鈣和矽酸鈉與氯、碳酸鹽和硫酸鹽組成的矽酸鹽礦物。 這些礦物是同形混合物，兩個終端礦物是钙柱石（meionite）(Ca4Al6Si6O24CO3) 和钠柱石（marialite） (Na4Al3Si9O24Cl)。
硫酸方柱石（Silvialite）; (Ca,Na)4Al6Si6O24(SO4,CO3) 也是該同形混合物之一。
該組礦物屬四方晶體，具有平行的半晶面體（如白鎢礦），有時尺寸相當大。通常是方柱形，具棱鏡面平行的解理。晶體通常是不透明的白色或灰白色，但在維蘇威火山噴出的石灰岩塊中的钙柱石是無色玻璃狀晶體。硬度為5-6，比重隨化學成分變化而變，在2.7（钙柱石）和2.5（钠柱石）之間。方柱石特別容易因風化，形成雲母、高嶺土等，這就是晶體通常不透明的原因。由於變化衆多，許多品種的方柱石已經用特殊的名稱來區分。方柱石是一種變質礦物，通常出現在結晶質大理岩中，但也與輝石一起出現在片岩和片麻岩中。在挪威布雷維克附近的磷灰石礦床中，有大晶體方柱石，是由輝長岩中斜長石變質而成的。